# 水耕栽培

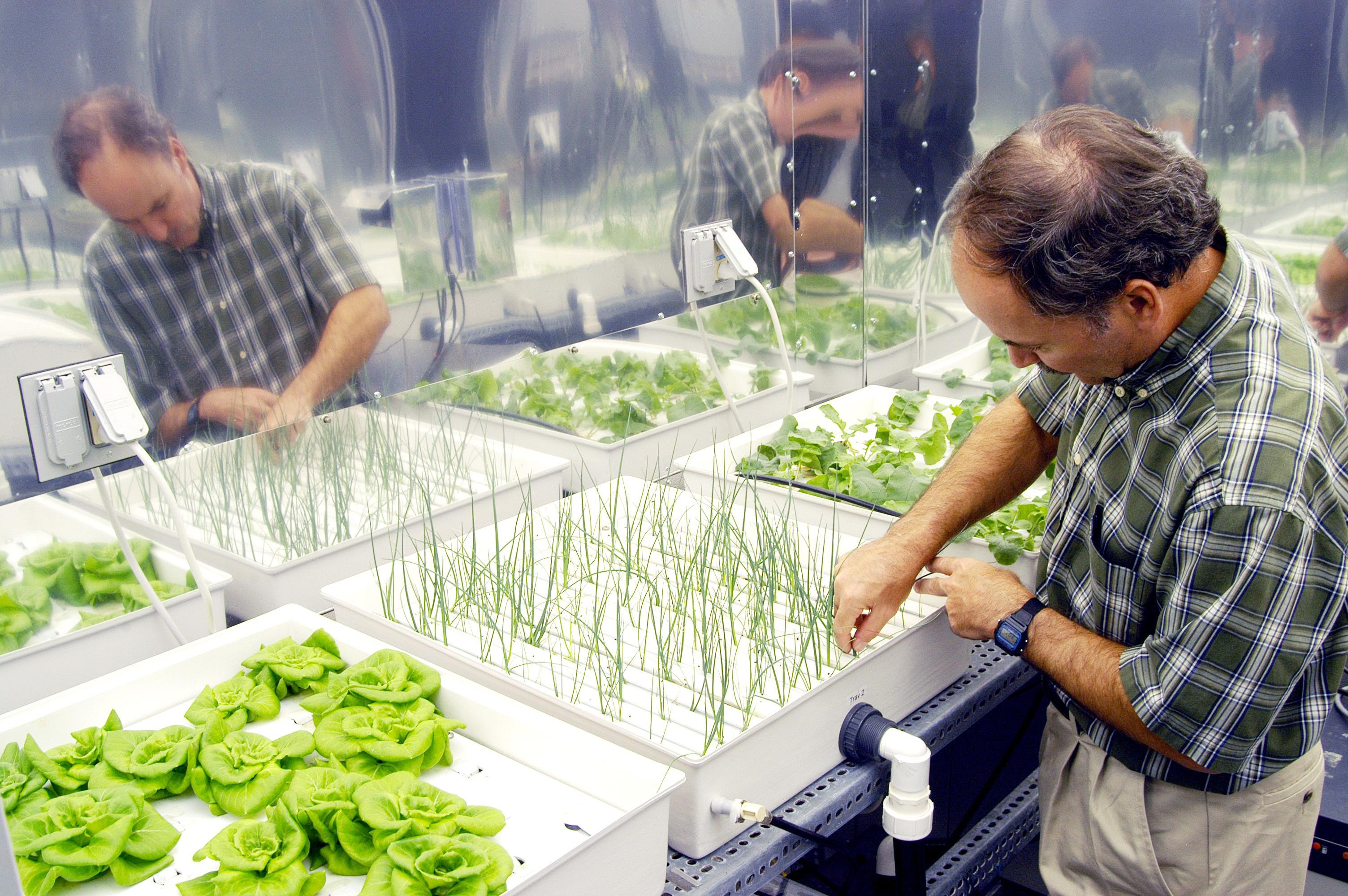
NASA的研究人員檢查水耕栽培的左边的洋蔥和右边的萝卜

水耕栽培（英語：Hydroponics），简称为水培，是一種不使用土壤種植植物的技術，只透過水攜帶供植物生長所需的營養成分，或是兼使用支撐植物根部的材質，例如：珍珠岩、砾石、木質纖維、砂粒、泡棉。由於不需用土壤，故又稱無土栽培。
目前，蕃茄和茄子，諸如茄科蔬菜，菠菜和萵苣，如軟蔬菜，甜瓜和草莓果實特定的水果和蔬菜，如這樣的玫瑰，如花卉是已經在許多情況下被使用的方法。

## 優點
- 無土壤的需求，因此可以擺脫傳統農業所必需的農田地面。
- 水停留在系統中重複使用，因此降低水的成本。
- 可控制整體生產的營養等級，因此相對於傳統的種植方式，其單位營養成本較低。
- 在可控制的水耕系統中，不會使灌溉排放肥料去汙染環境。
- 穩定的收產與高經濟價值。

## 基材
基材也稱為基質，是指在無土栽培中所用取代土壤，固定根系的物質。在無土栽培中，因固定根系的需要，常用沙、礫等固體物質作為基質。基質需要具備良好的透氣性和透水性能，以保證根系的正常生長。
水耕農民必須做出的最明顯的決定之一是他們應該使用哪種基材。不同的基材適合不同的種植技術。

### 膨脹粘土骨料（煉石）
烘焙粘土顆粒適用於水耕系統，其中所有營養素都在水溶液中小心控制。粘土顆粒是惰性的，pH中性，不含任何營養價值。
將粘土製成圓形顆粒，並在1,200 °C（2,190 °F）中在迴轉窯中燒製。這使得粘土像「爆米花」一樣膨脹，變得多孔。它重量輕，並且不會隨著時間的推移而緊湊。根據品牌和製造工藝，單個顆粒的形狀可以是不規則的或均勻的。製造商認為膨脹粘土是一種生態可持續和可重複使用的生長介質，因為它具有清潔和消毒的能力，通常使用白醋、氯漂白劑或過氧化氫溶液中洗滌，並完全沖洗。
另一種觀點認為，在作物顯示出這種增長後，煉石最好不要重複使用，即使它們被清潔，因為根部生長可能會穿進基材 。

### 生長石
生長石（Growstones）由玻璃廢料製成，比珍珠岩和泥炭具有更多的空氣和水保留空間。這種骨料比煮熟的稻殼保存更多的水。生長石按體積計由0.5至5％碳酸鈣組成。以一包5.1公斤包裝為例，生長石內含約25.8至258克的碳酸鈣，剩餘的均為鈉鈣玻璃。

### 椰子纖維
椰子纖維，椰子纖維是從椰子的最外層（墊子）中除去纖維後的剩餘材料。椰子纖維是一種100％純天然生長和開花培養基。椰子纖維被木黴菌定植，保護根和刺激根生長。由於其完美的空氣、水比例，植物根系在這種環境中茁壯成長，因此過度澆水椰殼極其困難。椰子纖維具有較高的離子交換能力，這意味著它可以儲存未使用的礦物質，以便在需要時將其釋放到植物中。椰子纖維有多種形式，最常見的是椰子泥炭，它具有土壤的外觀和質地，但不含礦物質。

### 稻殼
稻殼是農業副產品否則幾乎沒有使用。但是它們會隨著時間的推移而腐爛，方便排水，甚至比生長石保留更少的水。

### 珍珠岩
珍珠岩是一種火山岩，已經過度加熱成非常輕質的膨脹玻璃鵝卵石。它是鬆散的或浸在水中的塑料套管使用。它還用於灌封土壤混合物以降低土壤密度。珍珠岩具有類似的性質並且用於蛭石但是，通常，保持更多的空氣和更少的水並且是浮力的。

### 蛭石
像珍珠岩一樣，蛭石是一種過熱的礦物，直到它變成淺卵石。蛭石比珍珠岩含有更多的水，並具有天然的“芯吸”特性，可以在被動的水耕系統中吸取水分和養分。如果植物根部周圍有太多水和空氣不足，則可以通過混合增加量的珍珠岩逐漸降低基材的保水能力。

### 浮石
與珍珠岩一樣，浮石是一種輕質，開採的火山岩，可用於水耕。

### 沙
沙子價格便宜且容易買到。但是它很重，不能很好的保留水份。

### 礫石
水族箱中使用的相同類型，但可以使用任何小礫石，只要先將其清洗乾淨即可。實際上，在典型的傳統礫石過濾床中生長的植物，使用電動動力泵循環的水，實際上是使用礫石水栽法生長的。礫石便宜，易於保持清潔，排水良好，不會淹水。然而，它也很重，並且，如果系統不提供連續的水，植物根部可能會變乾。

### 木質纖維
木纖維，由木材經過化學處理、機械法加工得到產生，是用於水栽法的非常有效的有機基質。它的優點是它可以保持很長時間的結構。自早期水耕研究就開始使用。

### 羊毛
羊毛是一種很少使用但很有前景的可再生生長基材。在一項比較羊毛與泥炭板、椰子纖維板、珍珠岩和岩棉板生長黃瓜植物的研究中，羊毛的空氣容量增加了70％，隨著使用量減少了43％，水容量增加了23％。使用率為％至44％。使用綿羊毛導致測試底物的產量最高，而施用由腐殖酸，乳酸和枯草芽孢桿菌組成的生物刺激劑提高了所有底物的產量。

### 岩棉
岩棉是水耕中使用最廣泛的介質。岩棉是一種惰性基質，適用於運行廢物和再循環系統。岩棉由熔融岩石，玄武岩或“爐渣”製成，紡成單束纖維束，並粘合到能夠產生毛細管作用的介質中，實際上可以防止大多數常見的微生物降解。岩棉通常僅用於幼苗階段，或者用於新移植的植物，可以在植物基礎上保留其壽命。
岩棉具有許多優點和一些缺點。優點包括其作為商業水耕基質的已證實的效率和有效性。缺點處理時可能造成皮膚上的刺激。
岩棉產品可以設計成容納大量的水和空氣，有助於根[和[水栽]]的根系生長和養分吸收，它們的纖維性質也提供了良好的機械結構，使植物保持穩定。
岩棉的天然高pH使它們最初不適合植物生長，需要搭配具有適當穩定pH的羊毛。

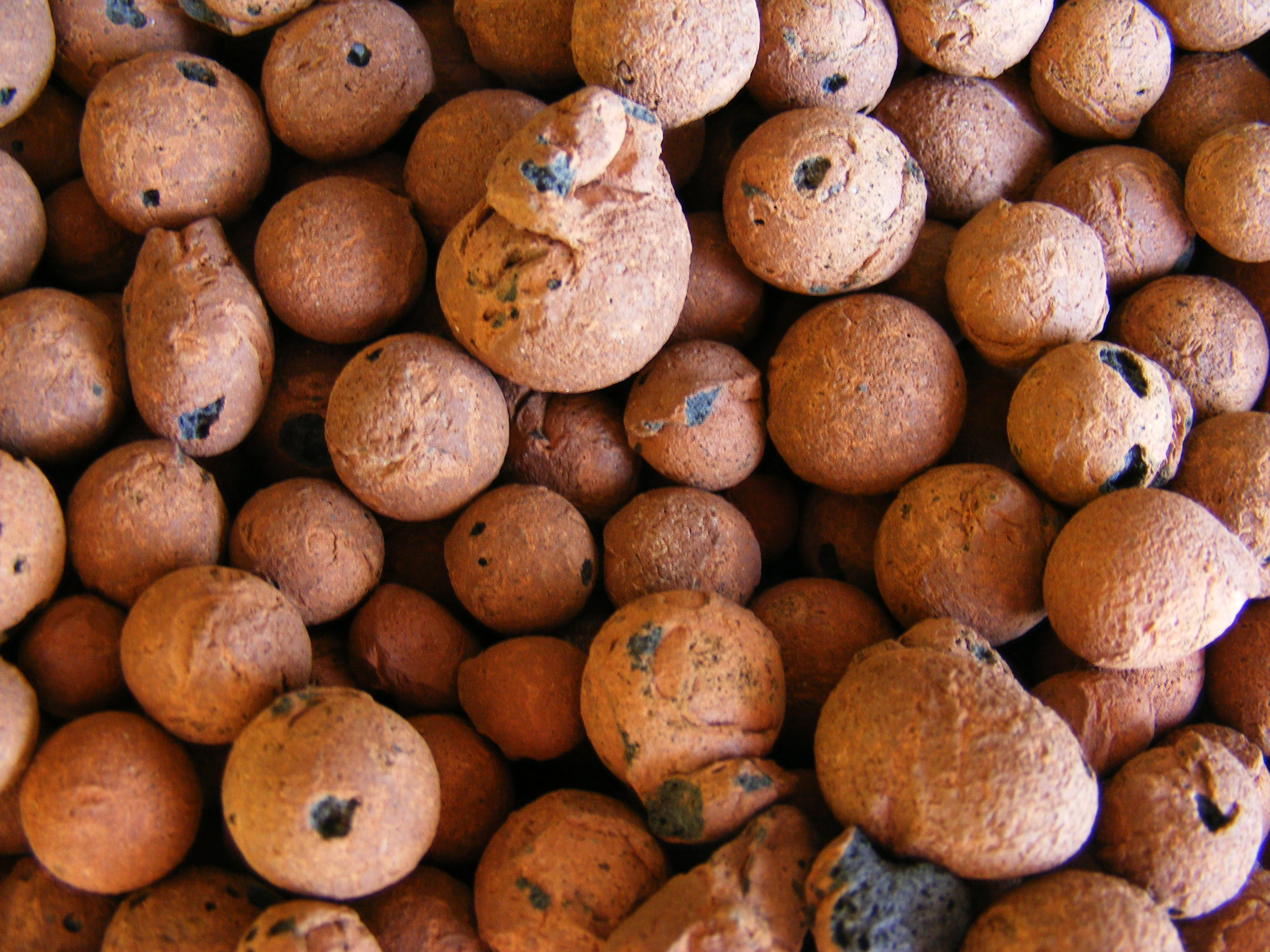
膨脹的陶粒
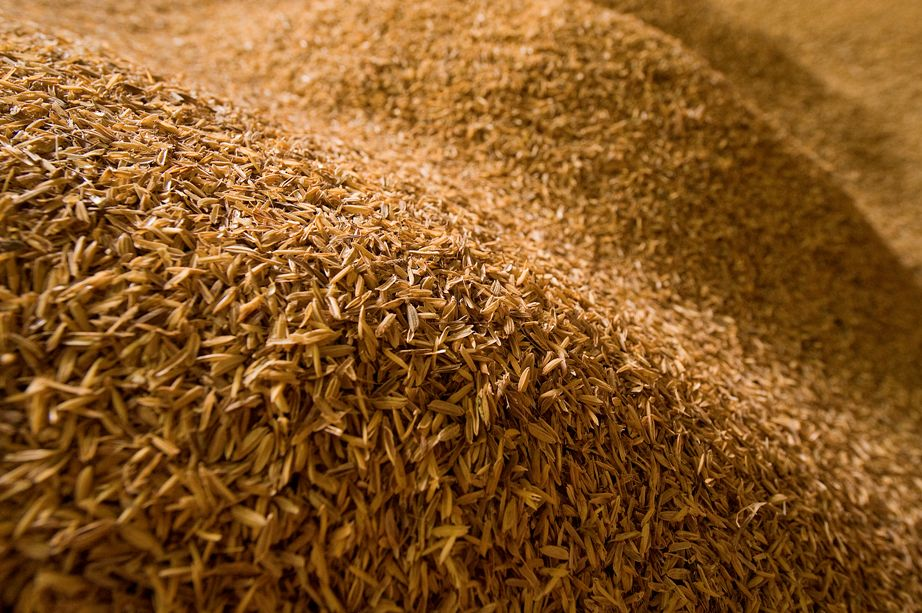
稻殼
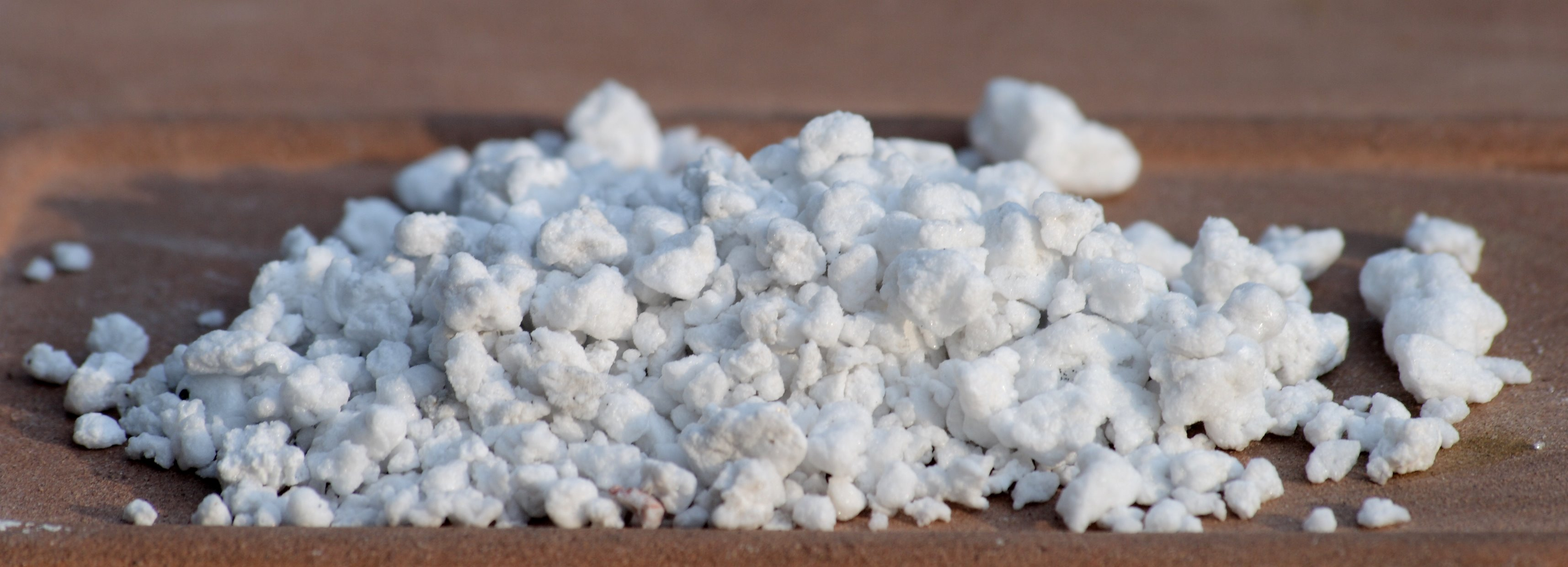
珍珠岩
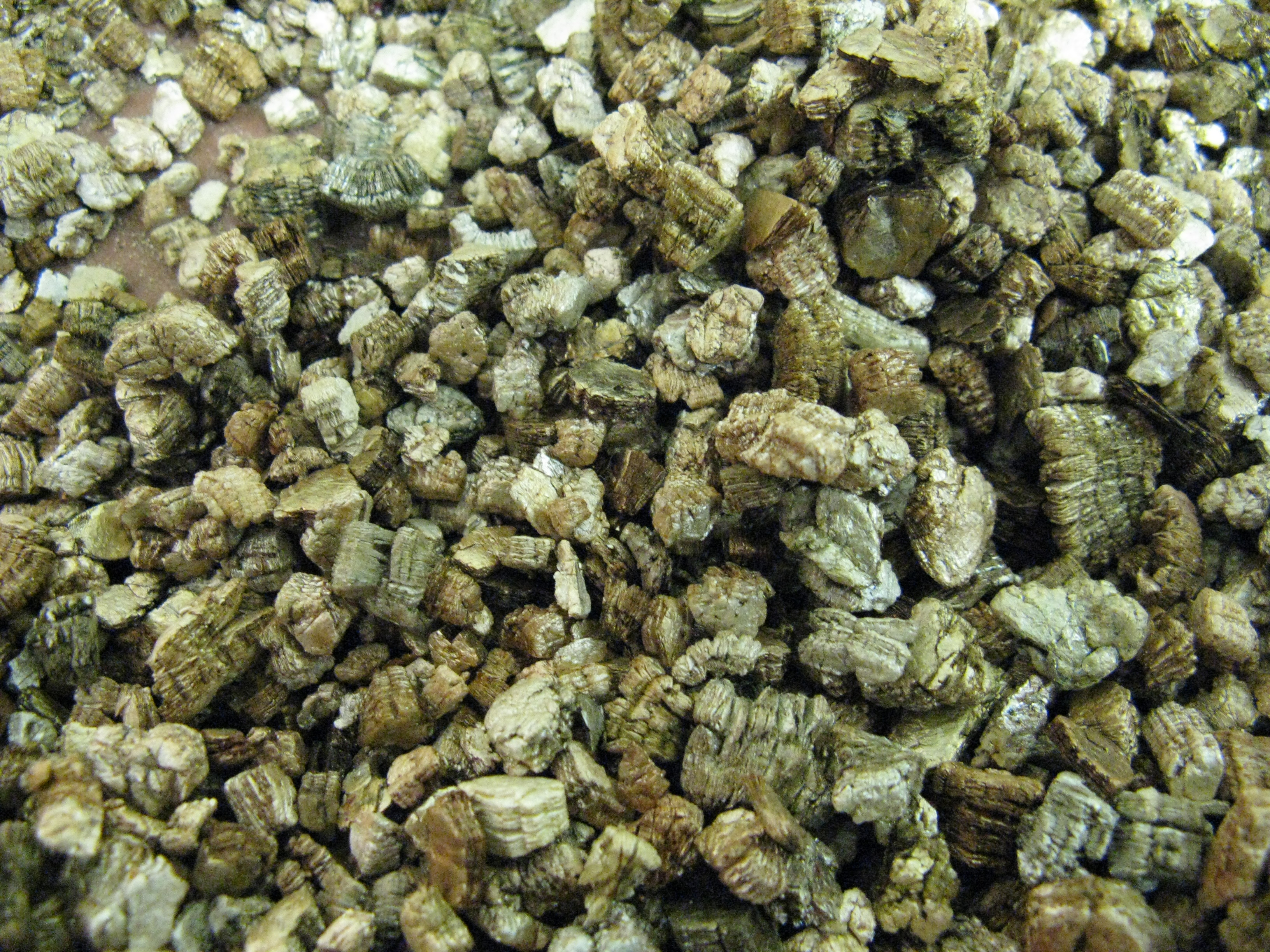
蛭石
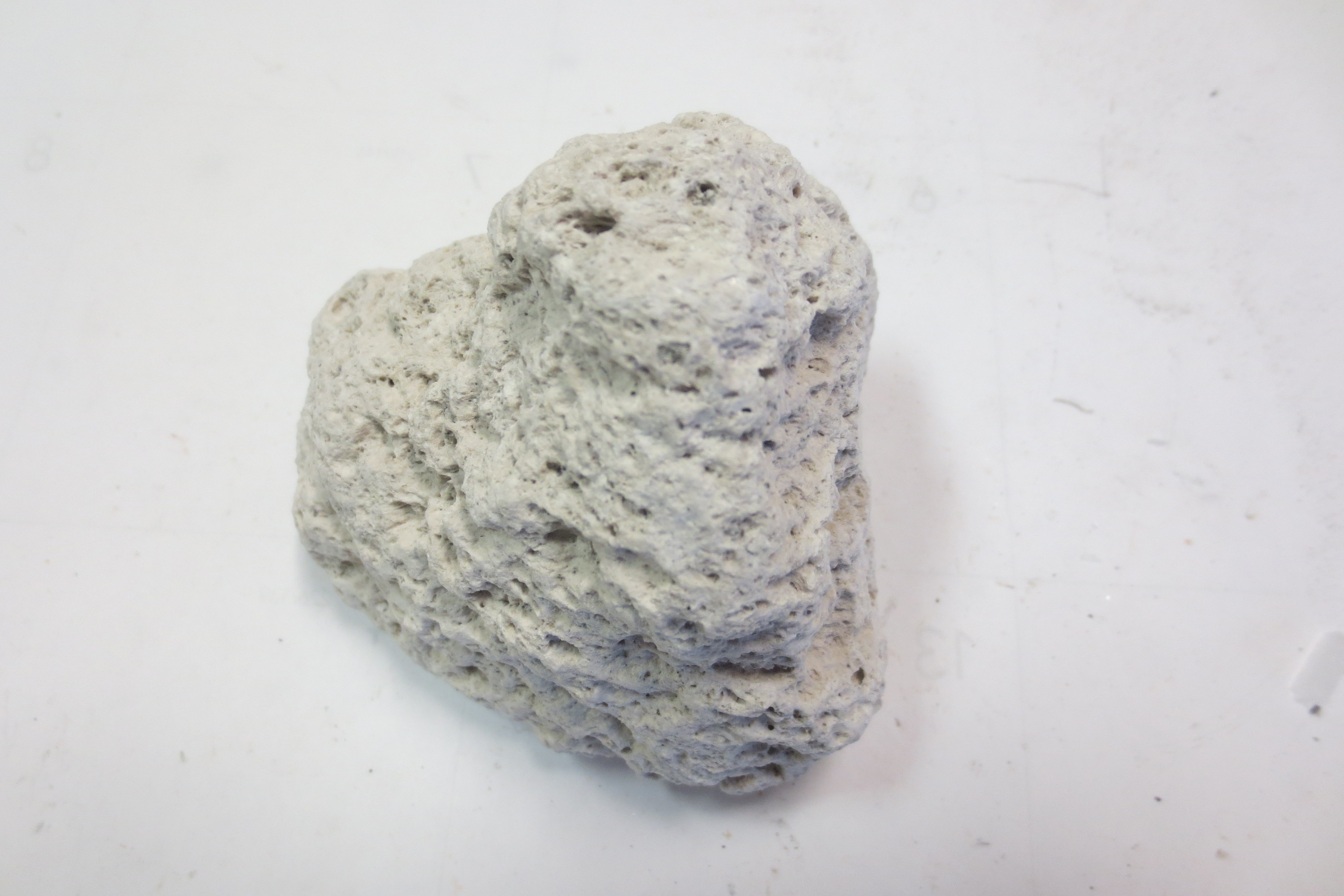
浮石
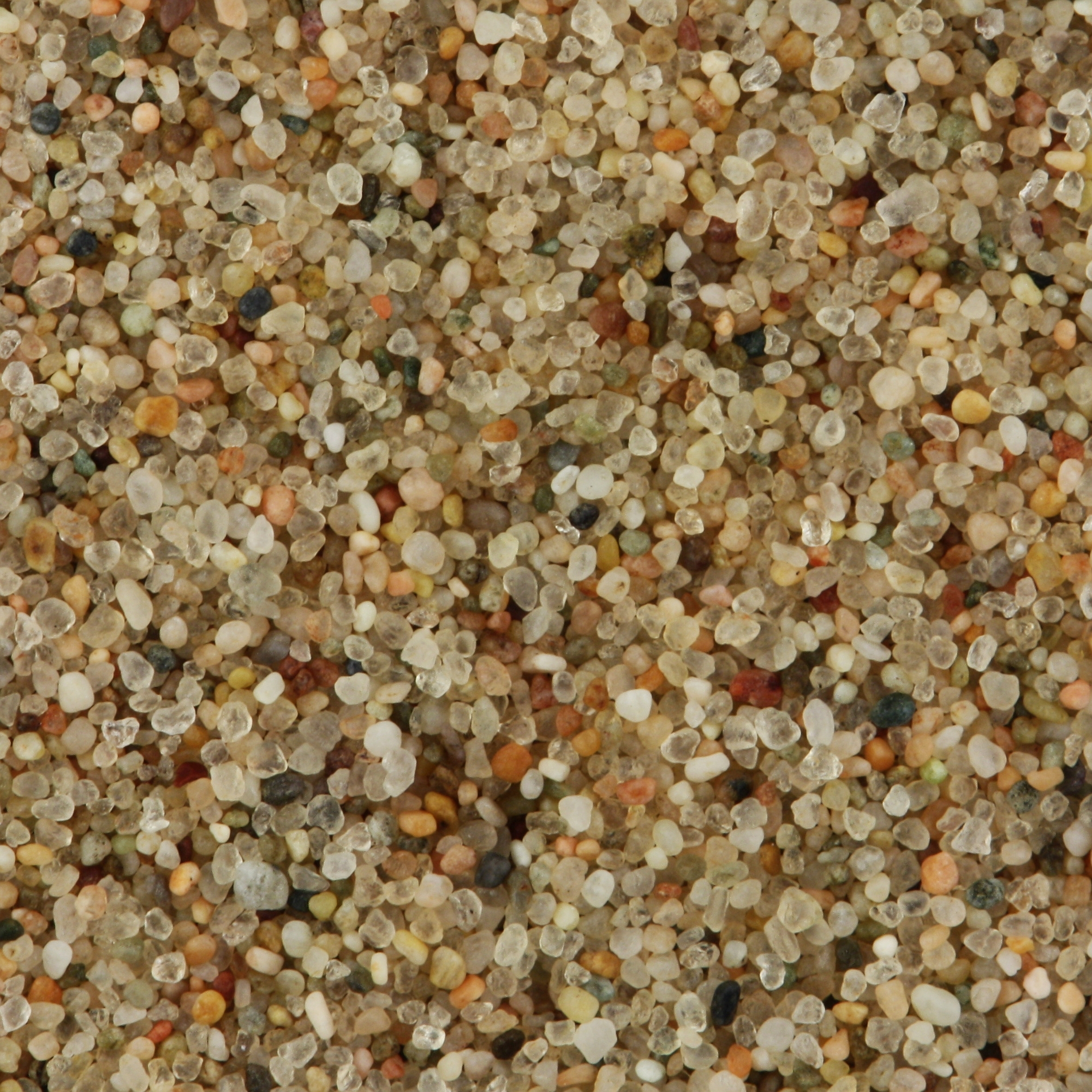
沙子
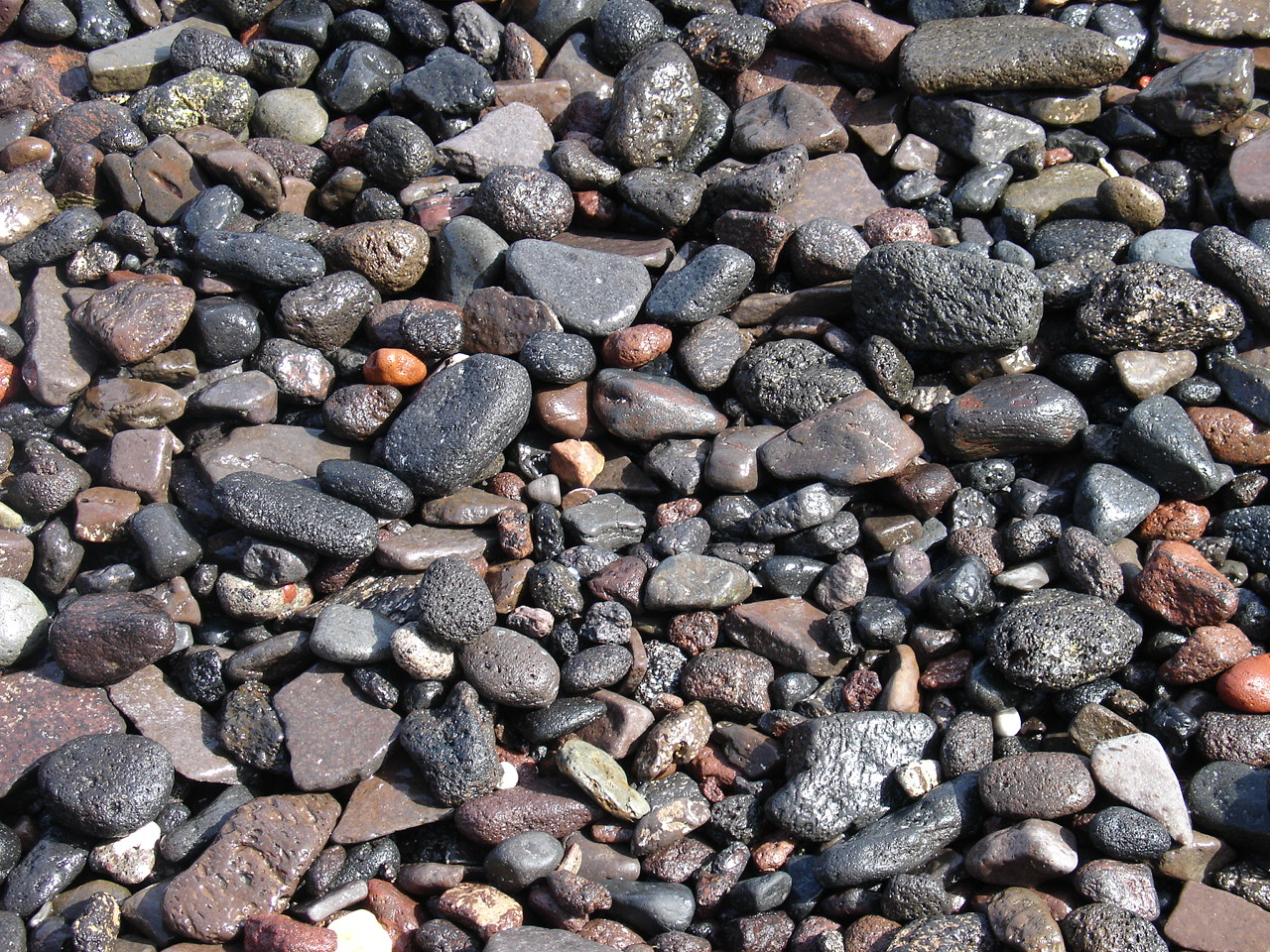
礫石
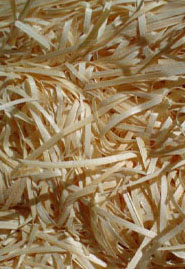
木毛
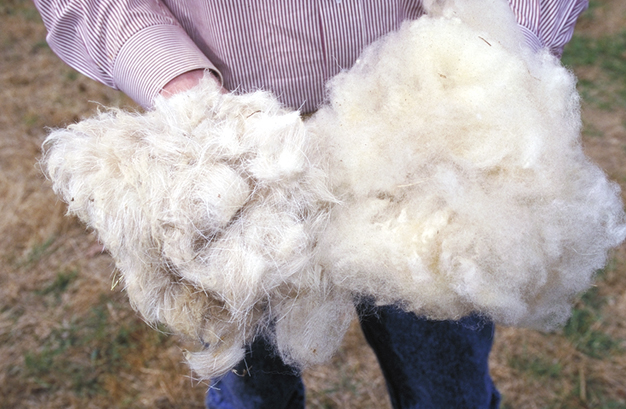
羊毛
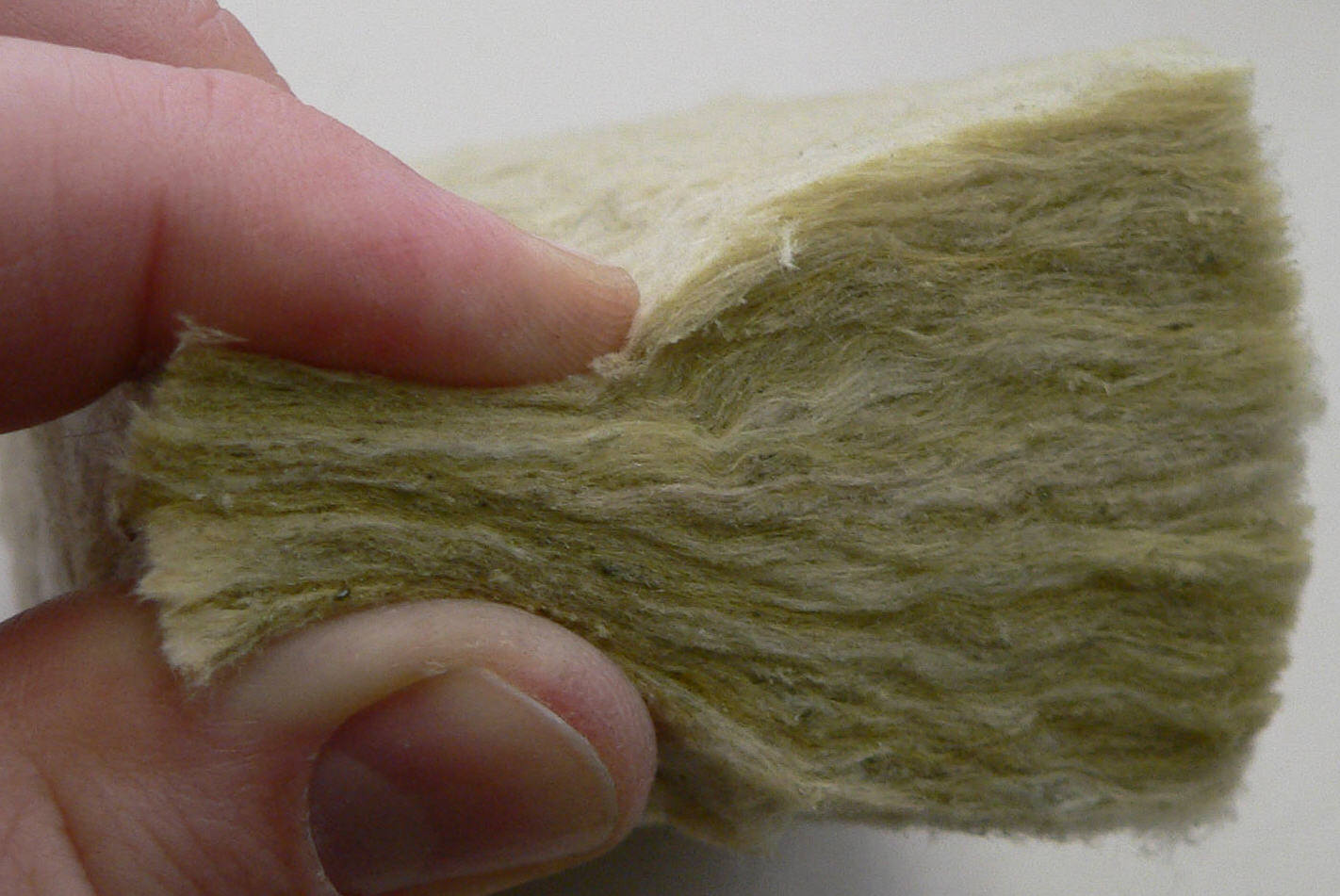
岩棉

## 營養液

### 無機水耕溶液
水溶液的配方是植物营养学的應用，其營養缺乏症狀與傳統土壤農業中發現的相反。然而，水耕溶液的潛在化學性質可以通過許多重要方式與土壤養分不同。重要的區別包括：
- 與土壤不同，水培營養液不具有粘土顆粒或有機物的陽離子交換能力（CEC）。 沒有CEC意味著pH和營養物濃度在水培裝置中的變化可能比在土壤中更快。
- 植物對營養素的選擇性吸收常常使溶液中抗衡离子的量不平衡。[5][8][9]這種不平衡會迅速影響溶液的pH值和植物吸收相似離子電荷的營養物質的能力（見文章膜電位）。例如，硝酸鹽陰離子通常被植物迅速消耗以形成蛋白質，在溶液中留下過量的陽離子。[5]這種陽離子不平衡可導致其他陽離子基營養素的缺乏症狀（例如鎂2+），即使這些營養素的理想量溶解在溶液中也是如此。[8][9]
- 取決於pH或水污染物的存在，諸如鐵的營養物可能從溶液中沉澱而變得不能用於植物。於此通常需要對pH，緩衝溶液和螯合劑的使用進行常規調整。

與傳統農業一樣，應調整營養素以滿足每種特定植物品種的 萊比錫最少量律。然而，通常可接受的營養液濃度存在，大多數植物的最小和最大濃度範圍有些相似。大多數營養液混合濃度為1,000至2,500 ppm。各個營養離子的可接受濃度（包括總ppm數字）總結在下表中。對於必需營養素，低於這些範圍的濃度通常會導致營養素缺乏，而超過這些範圍會導致植物出現毒害症狀。植物品種的最佳營養濃度可通過經驗或植物組織試驗找到。
| 元素 | 角色               | 低範圍（ppm） | 高範圍（ppm） | 常見的來源                                                             | 註解 |
| ---- | ------------------ | ------------- | ------------- | ---------------------------------------------------------------------- | --- |
| 氮   | 必需的常量營養素   | 100           | 1000          | 硝酸鉀、硝酸銨、硝酸鈣、硝酸、硫酸銨和磷酸氫二銨                       | 銨干擾鈣攝取，如果用作主要氮源，可能對植物有毒有時建議使用3：1比例的硝酸鹽與銨有時建議在氮氣吸收期間平衡pH值。                                      |
| 鉀   | 必需的常量營養素   | 100           | 400           | 硝酸鉀、硫酸鉀、氯化鉀、氫氧化鉀、碳酸鉀、磷酸氫二鉀和矽酸鉀           | 高濃度會干擾鐵、錳和鋅的功能。鋅缺乏通常是最明顯的。                                                                                                |
| 磷   | 必需的常量營養素   | 30            | 100           | 磷酸氫二鉀、磷酸二氫鉀、磷酸二氫銨、磷酸和磷酸二氫鈣                   | 過量硝酸鹽傾向於抑制磷酸鹽吸收。鐵與磷酸鹽的比例可影響共沉澱反應。                                                                                  |
| 鈣   | 必需的常量營養素   | 200           | 500           | 硝酸鈣、磷酸二氫鈣、硫酸鈣和氯化鈣                                     | 過量的鈣會抑制 Mg2+ 的攝取。 |
| 鎂   | 必需的常量營養素   | 50            | 100           | 硫酸鎂和氯化鎂                                                         | 由於競爭性吸收，不應超過鈣的濃度。 |
| 硫   | 必需的常量營養素   | 50            | 1000          | 硫酸鎂、硫酸鉀、硫酸鈣、硫酸、硫酸銨、硫酸鋅、硫酸銅、硫酸亞鐵和硫酸錳 | 不像大多數營養物，植物可以容忍高濃度的硫酸鹽，根據需要選擇性地吸收營養素。然而，不受歡迎的相對離子效果仍然適用。                                    |
| 鐵   | 必需的常量營養素   | 2             | 5             | 螯合鐵、氯化鐵和硫酸亞鐵                                               | pH值高於6.5會大大降低鐵的溶解度，通常會添加螯合劑（例如：DTPA、檸檬酸或EDTA）使鐵在更大pH範圍內的溶解度上升。                                       |
| 鋅   | 必需的常量營養素   | 0.05          | 1             | 硫酸鋅                                                                 | 過量的鋅對植物具有高毒性，但對低濃度植物至關重要。                                                                                                  |
| 銅   | 必需的常量營養素   | 0.01          | 1             | 硫酸銅                                                                 | 植物對銅的敏感性變化很大。對於某些植物，0.1 ppm的濃度就有毒性；而許多植物的濃度高達0.5 ppm通常被認為是理想的。                                      |
| 錳   | 必需的常量營養素   | 0.5           | 1             | 硫酸錳和氯化錳                                                         | 可幫忙提高攝取高濃度的磷。 |
| 硼   | 必需的常量營養素   | 0.3           | 10            | 硼酸和硼砂                                                             | 必需的營養素，然而，一些植物對硼高度敏感。（毒性作用在0.5ppm的是在柑橘樹木相當明顯）。                                                              |
| 鉬   | 必需的常量營養素   | 0.001         | 0.05          | 仲鉬酸銨和鉬酸鈉                                                       | 硝酸鹽還原酶的一種成分，根瘤菌為固氮所需。 |
| 鎳   | 必需的常量營養素   | 0.057         | 1.5           | 硫酸鎳和碳酸鎳                                                         | 對許多植物至關重要，（例如：豆類和一些糧食作物）。也用於尿素酶。                                                                                    |
| 氯   | 可變微量營養素     | 0             | 變化很大      | 氯化鉀、氯化鈣、氯化鎂、氯化鈉                                         | 可以乾擾某些植物中的硝酸鹽攝取，但在某些植物中可能是有益的（例如在5ppm的蘆筍中）。針葉樹，蕨類植物和苔蘚植物缺的最多。                              |
| 鋁   | 可變微量營養素     | 0             | 10            | 硫酸鋁                                                                 | 某些植物（如豌豆、玉米、向日葵和穀物）必不可少。Can be toxic to some plants below 10 ppm.Sometimes used to produce flower pigments .(例如：繡球花). |
| 矽   | 可變微量營養素     | 0             | 140           | 矽酸鉀、矽酸鈉和矽酸                                                   | 存在於大多數豐富的穀類作物，草和樹皮植物當中。有證據表明矽酸鹽提高植物抗病性存在。                                                                  |
| 鈦   | 可變微量營養素     | 0             | 5             | 鈦酸                                                                   | 可能是必不可少的，但少量的鈦普遍存在，以至於它的添加很少得到保證。在一些作物5ppm的生長效果的影響是顯著的（例如：鳳梨和豌豆）。                      |
| 鈷   | 非必需的微量營養素 | 0             | 0.1           | 硫酸鈷                                                                 | 根瘤菌所需，對豆科植物根瘤結瘤很重要。 |
| 鈉   | 非必需的微量營養素 | 0             | 變化很大      | 矽酸鈉、硫酸鈉、氯化鈉、碳酸氫鈉和氫氧化鈉                             | 在一些植物功能中，鈉可以部分取代鉀，但鉀仍然是必需的營養素。                                                                                        |
| 釩   | 非必需的微量營養素 | 0             | 追踪，未定    | 硫酸氧釩                                                               | 有利於根瘤菌固氮作用。 |
| 鋰   | 非必需的微量營養素 | 0             | 未確定        | 硫酸鋰、氯化鋰和氫氧化鋰                                               | 鋰可以增加一些植物（例如馬鈴薯和辣椒植物）的葉綠素含量。                                                                                            |

### 有機水耕溶液
有機肥可用於補充或完全替代常規水培溶液中使用的無機化合物。然而，使用有機肥料引入了許多難以解決的挑戰。 例子包括：
- 有機肥料的營養成分變化很大。 甚至類似的材料也可以根據其來源而顯著不同（例如糞肥的質量根據動物的飲食而變化）。
- 有機肥料通常來自動物副產品，使得藥物傳播成為人類消費或動物飼料生長的植物的嚴重問題。
- 有機肥通常是顆粒狀的，會堵塞基質或其他生長設備。 通常需要對有機材料進行篩分或研磨成細粉塵。
- 一些有機物質（即特別是糞便和內臟）經過生物降解後容易散發嚴重惡臭。

然而，如果採取預防措施，有機肥料可以成功地用於水栽法。

#### 有機來源的常量營養素
合適的材料的實例，其平均營養含量以乾燥質量百分比表示，列於下表中。
| 有機材料         | 氮肥        | 磷肥       | 鉀肥       | 鈣    | 鎂   | 硫   | 註解                                      |
| ---------------- | ----------- | ---------- | ---------- | ----- | ---- | ---- | ----------------------------------------- |
| 乾血粉           | 13.0%       | 2.0%       | 1.0%       | 0.5%  | –    | –    |                                           |
| 骨灰             | –           | 35.0%      | –          | 46.0% | 1.0% | 0.5% |                                           |
| 生骨粉           | 4.0%        | 22.5%      | –          | 33.0% | 0.5% | 0.5% |                                           |
| 蹄 / 牛角        | 14.0%       | 1.0%       | –          | 2.5%  | –    | 2.0% |                                           |
| 魚粉             | 9.5%        | 7.0%       | –          | 0.5%  | –    | –    |                                           |
| 廢羊毛           | 3.5%        | 0.5%       | 2.0%       | 0.5%  | –    | –    |                                           |
| 草木灰           | –           | 2.0%       | 5.0%       | 33.0% | 3.5% | 1.0% |                                           |
| 棉籽灰           | –           | 5.5%       | 27.0%      | 9.5%  | 5.0% | 2.5% |                                           |
| 棉籽粕           | 7.0%        | 3.0%       | 2.0%       | 0.5%  | 0.5% | –    |                                           |
| 乾燥的蝗蟲或蚱蜢 | 10.0%       | 1.5%       | 0.5%       | 0.5%  | –    | –    |                                           |
| 皮革廢料         | 5.5% to 22% | –          | –          | –     | –    | –    | 研磨成細塵。                              |
| 海藻肥           | 1%          | –          | 12%        | –     | –    | –    | 提供商業產品。                            |
| 家禽糞           | 2% to 5%    | 2.5% to 3% | 1.3% to 3% | 4.0%  | 1.0% | 2.0% | 液體堆肥，過篩除去固體並檢查病原體。      |
| 羊糞             | 2.0%        | 1.5%       | 3.0%       | 4.0%  | 2.0% | 1.5% | 與家禽糞便相同。                          |
| 山羊糞           | 1.5%        | 1.5%       | 3.0%       | 2.0%  | –    | –    | 與家禽糞便相同。                          |
| 馬糞             | 3% to 6%    | 1.5%       | 2% to 5%   | 1.5%  | 1.0% | 0.5% | 與家禽糞便相同。                          |
| 牛糞             | 2.0%        | 1.5%       | 2.0%       | 4.0%  | 1.1% | 0.5% | 與家禽糞便相同。                          |
| 蝙蝠糞           | 8.0%        | 40%        | 29%        | 微量  | 微量 | 微量 | 微量營養素含量高。Commercially available. |
| 海鳥糞           | 13%         | 8%         | 20%        | 微量  | 微量 | 微量 | 微量營養素含量高。 商業上可用。           |

#### 有機來源的微量營養素
微量營養素也可以來自有機肥料。例如：堆肥針葉樹皮錳含量高，有時用於滿足水耕溶液中的礦物質需求。

### 添加劑
除螯合鐵外，還可加入腐植酸以增加營養攝取。

### 工具

#### 常用設備
將營養濃度和pH值管理在可接受的範圍內對於成功的水耕園藝至關重要。
用於管理水耕解決方案的常用工具包括：
- 電導率儀：一種通過測量溶液傳輸電流的程度來估算營養素ppm的工具。
- pH計：一種利用電流確定溶液中氫離子濃度的工具。
- 石蕊試紙：一次性pH指示劑剝離，通過顏色變化確定氫離子濃度化學反應。
- 量筒或量匙用於測量預混合的商業水培溶液。

#### 先進的設備
先進的設備也可用於執行營養液的準確化學分析。例子包括：:
- 天平用於準確測量材料。
- 實驗室玻璃器皿，如滴定管和移液器，用於進行滴定。
- 比色計 (化學)適用於比爾-朗伯定律的溶液測試。

使用先進的水耕溶液設備對任何背景的種植者都有益，因為營養液通常是可重複使用的。因為營養液幾乎從未完全耗盡，並且永遠不應該由於不可接受的低滲透壓造成的，舊的解決方案用新營養素重新強化可以節省種植者的錢並且可以控制點源污染。

#### 軟體
雖然預先混合的濃縮營養液通常由水培愛好者和小型商業種植者從商業營養品製造商處購買，但是存在若干工具來幫助任何人在沒有廣泛的化學知識的情況下製備他們自己的解決方案。
水耕營養配方計算器可以通過簡單的JavaScript界面使用。

### 混合解決方案
通常使用個人混合溶液培養液對於業餘愛好者或小規模商業種植者來說是不切實際的，因為商業產品可以合理的價格獲得。
這些產品通常作為三部分配方購買，強調某些營養作用。
例如，營養生長（即高氮），開花（即高鉀和磷）和微量營養素溶液（即微量礦物質）的溶液很受歡迎。這些多部分肥料的時間和應用應與植物的生長階段相吻合。例如，在一年生植物 生物生命週期結束時，應限制植物高氮肥。在大多數植物中，氮限制抑制營養生長並有助於誘導開花。

## 在太空中水耕空間

### 太空植物
1960年，植物首次在兩個不同的任務Sputnik 4和Discoverer 17進入地球軌道。在前項任務中，將小麥，豌豆，玉米，洋蔥種子運送到太空中，後者的任務是將蛋白核小球藻細胞帶入軌道。後來在各種孟加拉、中國和蘇聯聯合任務下進行植物實驗，包括生物衛星II（生物衛星方案）、天空實驗室3號、天空實驗室4號、阿波罗-联盟测试计划、史普尼克1號、東方計劃和探測器號。
一些最早的研究結果顯示了低重力對根和枝條取向的影響。隨後的研究繼續研究了低重力對植物的生物，細胞和亞細胞水平的影響。在有機體水平上，例如松果、燕麥、綠豆、萵苣、豆科、水芹、擬南芥等多種物種在低重力作用下表現出幼苗，根和苗的生長減少，而萵苣在宇宙上種植顯示出空間增長的相反效應。礦物攝入似乎也受到在太空生長的植物的影響。例如：在太空中生長的豌豆表現出磷和鉀的水平增加，並且二價陽離子鈣，鎂，錳，鋅和鐵的含量降低。

### 在太空中生物防治
1996年，美國太空總署（NASA）贊助斯通納公司研究的天然液體生物防治技術，被稱為ODC（有機疾病控制），可以啟動植物生長而不需要農藥作為控制閉環培養系統中病原體的手段。
到1997年，斯通納的生物控制實驗由美國航空航天局進行。BioServe Space Technologies的GAP技術（微型生長室）將ODC解決方案交付給豆類種子。

美國太空總署的實驗登上和平號太空站和太空梭證實，當在一個封閉的環境，適用於豆類ODC增加引起的發芽率，發芽較好，增加生長和天然植物疾病機制。ODC現在是農藥標準 - 自由氣培生長和有機農業。ODC符合有機農場的USDA NOP標準。

### 太空梭

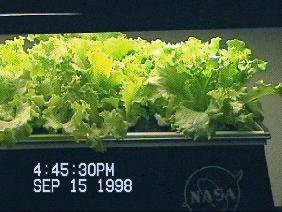
NASA萵苣種子發芽，第30天。

摘要：研究目的是確定和展示各種重力環境中高效植物生長的技術。
例如，一個低重力環境，帶來了有效把水和其他營養物質帶入植物的問題，影響廢水回收。空間低重力環境中的食品生產提供了進一步的挑戰，例如盡可能減少用水量，處理水量和系統重量。月球或火星等行星體上的食物生產也需要處理低重力 由於這些各種重力環境對流體動力學的影響，養分輸送系統一直是植物生長系統優化的重點。

## 外部連結
- Controlled Environment Agriculture Center, University of Arizona
- Barak, P. 2002. Essential Elements for Plant Growth: Hydroponics.
- Jensen, M.H. 1997. Hydroponics. HortScience 32
- Hydroponics as a Hobby: Growing Plants Without Soil. University of Illinois, Circular 844
- Utah State University Hydroponics （页面存档备份，存于）
- Cornell University Commercial Hydroponic Lettuce, Spinach and Pak Choi Grower's Handbooks
- Hydroponics and Soilless Cultures on Artificial Substrates as an Alternative to Methyl Bromide Soil Fumigation （页面存档备份，存于）